# 10648 Plancius
10648 Plancius eller 4089 P-L är en asteroid i huvudbältet som upptäcktes den 24 september 1960 av den nederländsk-amerikanske astronomen Tom Gehrels och det nederländska astronomparet Ingrid van Houten-Groeneveld och Cornelis Johannes van Houten vid Palomarobservatoriet. Den är uppkallad efter den nederländske prästen och astronomen Petrus Plancius.
Den tillhör asteroidgruppen Gefion.